# Allodonta yunnana
Allodonta yunnana är en fjärilsart som beskrevs av Sergius G. Kiriakoff 1963. Allodonta yunnana ingår i släktet Allodonta och familjen tandspinnare. Inga underarter finns listade i Catalogue of Life.